# Fukui Isamu
Isamu Fukui (sinh ngày 24 tháng 11 năm 1972) là một cầu thủ bóng đá người Nhật Bản.

## Sự nghiệp câu lạc bộ
Isamu Fukui đã từng chơi cho Kashima Antlers.